# Amplier
Amplier ist eine französische Gemeinde mit 303 Einwohnern (Stand: 1. Januar 2022) im Département Pas-de-Calais in der Region Hauts-de-France. Sie gehört zum Arrondissement Arras und zum Kanton Avesnes-le-Comte. Die Einwohner werden Ampliois genannt.

## Geographie
Die Gemeinde Amplier liegt an der Grenze zum Département Somme, etwa 32 Kilometer südwestlich des Stadtzentrums von Arras am Fluss Authie. Umgeben wird Amplier von den Nachbargemeinden Grouches-Luchuel im Norden, Halloy im Nordosten, Orville im Osten, Terramesnil im Süden sowie Doullens und Authieule im Westen.

## Bevölkerungsentwicklung
| Jahr                       | 1962 | 1968 | 1975 | 1982 | 1990 | 1999 | 2006 | 2013 | 2022 |
| -------------------------- | ---- | ---- | ---- | ---- | ---- | ---- | ---- | ---- | ---- |
| Einwohner                  | 266  | 273  | 261  | 230  | 271  | 248  | 284  | 313  | 303  |
| Quellen: Cassini und INSEE |      |      |      |      |      |      |      |      |      |

## Sehenswürdigkeiten
- Kirche Saint-Hilaire aus dem 18. Jahrhundert

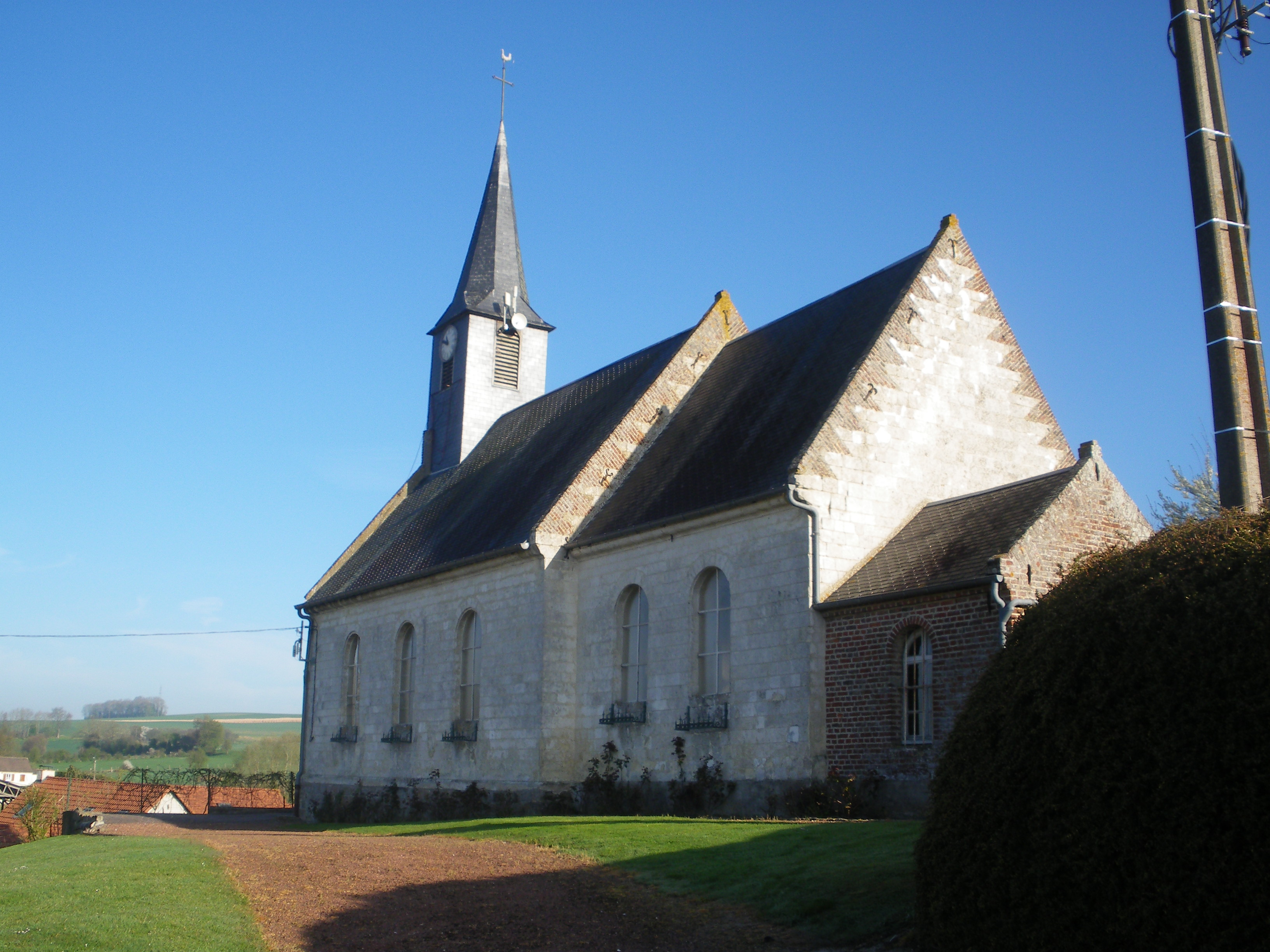
Kirche Saint-Hilaire